# Bataille de Langensalza
Ne doit pas être confondu avec Bataille de Langensalza (1761).
Guerre austro-prussienne
Batailles
- front austro-prussien

- Hühnerwasser
- Podol
- Trautenau
- Nachod
- Langensalza
- Oswiecim
- Münchengrätz
- Soor
- Skalitz
- Gitschin
- Königinhof
- Schweinschædel
- Sadowa (Königgrätz)
- Dermbach
- Kissingen
- Frohnhofen
- Aschaffenbourg
- Hundheim
- Blumenau
- Tauberbischofsheim
- Werbach
- Helmstadt/Uettingen
- Gerchsheim
- Uettingen/Roßbrunn/Hettstadt

- front austro-italien

- Custoza
- Val Vestino
- Cimego
- Pieve di Ledro
- Monte Nota
- Monte Suello
- Lissa
- Bezzecca
- Primolano
- Borgo
- Cimego
- Levico
- Versa

La bataille de Langensalza, qui s'est déroulée le 27 juin 1866, fut la première grande bataille du front ouest au cours de la guerre austro-prussienne.
La bataille s’est déroulée les 27 et 28 juin 1866 et opposa les Prussiens et leurs alliés d'Allemagne du Nord (Oldenbourg, Mecklembourg, Brunswick et États thuringiens) au royaume de Hanovre.

## Contexte
Au lendemain de la déclaration de guerre au royaume de Hanovre, le 15 juin 1866, les Prussiens donnèrent l'ordre au général von Falckenstein commandant l’armée de l’ouest (qui deviendra l’armée du Main) de quitter ses quartiers de Hambourg (corps du général von Manteuffel) et de Minden (corps du général von Gœben), donc situés de part et d'autre du royaume de Hanovre pour marcher sur la capitale éponyme. Le casus belli était le désaccord apparu au Parlement de Francfort, à propos de la solution petite-allemande. Le Hanovre, parce qu'il croyait pouvoir rester neutre dans le conflit opposant Prusse et Autriche, avait le 14 juin laissé l'armée prussienne traverser ses frontières pour progresser vers le sud ; mais la déclaration de guerre surprit le Hanovre au moment même où ce pays se préparait aux traditionnels exercices de manœuvre estivaux, de sorte que son armée, forte d'environ 19 000 hommes et d'une artillerie de campagne de 42 canons était entièrement mobilisée par lesdites manœuvres. Les unités hanovriennes encore éparses, peu préparées à une guerre, purent toutefois se soustraire à l’assaut prussien et se replier en bon ordre sur Göttingen dans l'extrême sud du royaume. Elles parvinrent à démanteler la voie ferrée reliant Hanovre à Cassel, enlevant à l’adversaire une de ses principales armes : la vitesse de projection. Mais ce repli rapide les contraignit à abandonner leur ravitaillement et leurs munitions à Hanovre,. Leur position de Göttingen ne pourrait être tenue bien longtemps face à l'armée prussienne de von Beyer, numériquement égale (elle était forte d'environ 18 000 hommes) et qui déjà faisait marche depuis Wetzlar vers Cassel. Cette troisième division de l’armée de l’ouest était chargée de la poursuite des régiments de Hesse-Cassel. L’état-major de Hanovre décida donc de décrocher encore plus vers le sud pour opérer une jonction avec les alliés du Sud de l'Allemagne, et surtout l’armée bavaroise.
L'exploitation systématique de toutes les ressources de la situation aurait raisonnablement pu permettre d'atteindre cet objectif, même après le refus du VIIIe corps d’Armée de la confédération germanique de servir de couverture en se redéployant un peu plus au nord. Les espoirs de jonction avec les troupes de la Confédération prirent corps lorsqu'il apparut que Falckenstein, qui venait de prendre position à Hanovre sans exploiter énergiquement les premiers résultats de l'invasion-surprise, ordonna même à ses troupes un jour de repos le 18 juin. Le général von Gœben ne reprit l'attaque que le lendemain, et la destruction de la ligne de chemin de fer forçait sa division à effectuer sa progression vers le sud à pied. Informé de ce jour de permission, von Moltke donna l'ordre de reprendre immédiatement l'attaque, sans cependant que cela soit suivi d'effet. Falckenstein estimait que l’armée du Hanovre, privée de ravitaillement, n'avait aucune chance de tendre la main aux Bavarois,. Un nouvel ordre du haut-commandement prussien, le 22 juin, ne fut pas davantage appliqué, cette fois parce qu'il semblait indispensable de réparer la voie ferrée. Ce n'est que par un ordre personnel du roi de Prusse Guillaume Ier, le 24 juin, que l’armée de l’ouest s'ébranla finalement de nouveau vers le sud.
De fait, les Hanovriens étaient contraints d'interrompre leur retraite pour trois jours à Göttingen, afin de rassembler en ville et dans les environs le maximum de provisions. Lorsque les premiers régiments prussiens parvinrent en vue de Göttingen, les Hanovriens avaient déjà repris leur progression vers le sud-est et n'étaient plus qu'à quelques jours de marche de la frontière avec la Bavière. La jonction des deux armées aurait bouleversé l'équilibre des forces sur le théâtre d'opération occidental, contraignant les trois divisions de l’armée de l’ouest, désormais en infériorité numérique, à se replier, au risque de retirer à l’armée de l’Elbe sa ligne de secours vers la Bohême et de menacer la Ire armée.
Pourtant George V, qui avait rejoint l’armée, et son état-major se laissèrent inutilement distraire par des pourparlers avec la Prusse. Ces pourparlers suspendirent la progression des Confédérés vers le sud, alors que l'armée avait déjà atteint Langensalza.
Ce délai fut suffisant pour permettre à l’État-major prussien de porter un corps d'environ 9 000 hommes sous les ordres du Generalmajor von Flies, en arrière des lignes ennemies, leur barrant la route. Ce corps était composé de bataillons pris sur les garnisons des villes du nord et de sept bataillons de la  Landwehr, forts de 22 canons, et assemblés à Gotha. Simultanément, les trois divisions de l’armée de l’ouest poursuivaient l'ennemi à marches forcées et terminaient la réparation des voies ferrées.
Georges V était à présent encerclé sur trois côtés : Gœben, au Nord, avait déjà dépassé Cassel ; Beyer, depuis l’ouest, venait de rallier Eisenach et von Flies avait pris position au sud. Sans l’appui de la Confédération, le roi Georges était condamné à se retrancher à Langensalza. Moltke redoutait encore un repli ennemi vers l’est, qui l'aurait lancé dans une longue poursuite avec le risque de prendre l’armée de l’Elbe à revers : car c'était là le point faible de sa grande stratégie. C'est la raison pour laquelle Moltke ordonna à von Flies de couvrir sa position contre la percée redoutée, jusqu'à l'arrivée de von Goeben et de Beyer. Avec un rapport de forces de 2 contre 1 en défaveur de la Prusse, une telle manœuvre de dégagement n'avait en effet rien d'improbable.
C'est alors qu’à la suite d'une erreur grossière dans la transmission des ordres, le général von Flies se crut assez fort pour porter l'assaut : la bataille de Langensalza éclata au matin du 27 juin 1866.

## Déroulement

### Positions et rapport de force
L’armée du Hanovre, sous les ordres du général de brigade Alexander von Arentschildt (de) occupait une position défensive sur le Kirchberg surplombant Merxleben, à 1,5 km au nord de Langensalza. Cette position était d'autant plus forte que les vallées de l'Unstrut et de la Saltze (de) interdisaient toute approche sur deux côtés. L'armée, exception faite des contingents de réservistes arrivés, pour la plupart sans armes, depuis le 15 juin, était forte d’environ 17 000 hommes. Les forces prussiennes, comprenant cinq bataillons de ligne, sept bataillons des milices de la Landwehr, y compris le contingent du duché allié de Saxe-Cobourg et Gotha, représentaient en tout 9 000 hommes : leur infériorité numérique était donc criante. Selon une autre source (Schubert), les contingents prussiens étaient numériquement de force égale, mais leurs armes (chargement par le canon et non par la culasse) étaient moins perfectionnées. Les Hanovriens prirent le dessus, mais au prix de lourdes pertes, et l'absence de train les menaçait de tomber à court de munitions, ce qui poussa leurs généraux à capituler deux jours plus tard.

### Attaque des Prussiens
Le corps de milice du général von Flies lança donc son attaque sur Langensalza au matin du 27 juin. Le bataillon hanovrien commis à la défense de la ville s'abrita de l’assaut en prenant position de l’autre côté de la rivière d’Unstrut. Les Prussiens occupèrent la rive sud, mais ne purent sérieusement inquiéter un ennemi solidement retranché. À ce moment (les historiens sont unanimes sur ce point), le combat aurait dû cesser, puisqu'il était évident que l'armée du Hanovre, loin de préparer une percée libératrice vers le nord-est en direction de Sondershausen, se tenait plutôt solidement retranchée dans Langensalza. D'autre part, leur infériorité numérique ne laissait aux Prussiens que peu d'espoir de vaincre. Le commandant prussien von Flies, blessé à ce moment critique, ne pouvant plus transmettre ses ordres, il était déjà trop tard pour que l'assaillant puisse se replier en bon ordre.

### Contre-attaque des Hanovriens
En face, on avait d'abord cru que l'assaut était le fait du gros de l'armée prussienne ; c'est la raison pour laquelle les généraux de Hanovre se limitèrent dans un premier temps à des mesures purement défensives. Mais dès que les premiers engagements montrèrent la faiblesse du dispositif ennemi, et qu'on avait affaire à des troupes bien inférieures en nombre, on se décida pour une contre-attaque. Si l'assaut de la brigade Bothmer (de), mené par le flanc gauche, échoua à cause d’un relief défavorable (la nécessité de franchir l'Unstrut) et de la résistance acharnée des Prussiens, l’attaque par l’aile droite fut une victoire foudroyante. Quartier après quartier, les Prussiens furent débusqués de leurs abris (entre autres le moulin de Kallenberg), et mis en fuite. L'armée de Hanovre reprit entièrement la place stratégique de Langensalza.

### Repli des Prussiens
Le commandement prussien ordonna alors le repli complet ; seulement quelques unités ne reçurent l'ordre que très tard, et, coupées du reste de l'armée, durent retrouver leur chemin comme elles purent. Au sud-est de la ville, elles furent prises à partie par les assauts répétés des hussards hanovriens, mais évitèrent les pertes. Le repli se termina tard dans l'après-midi.

## La capitulation

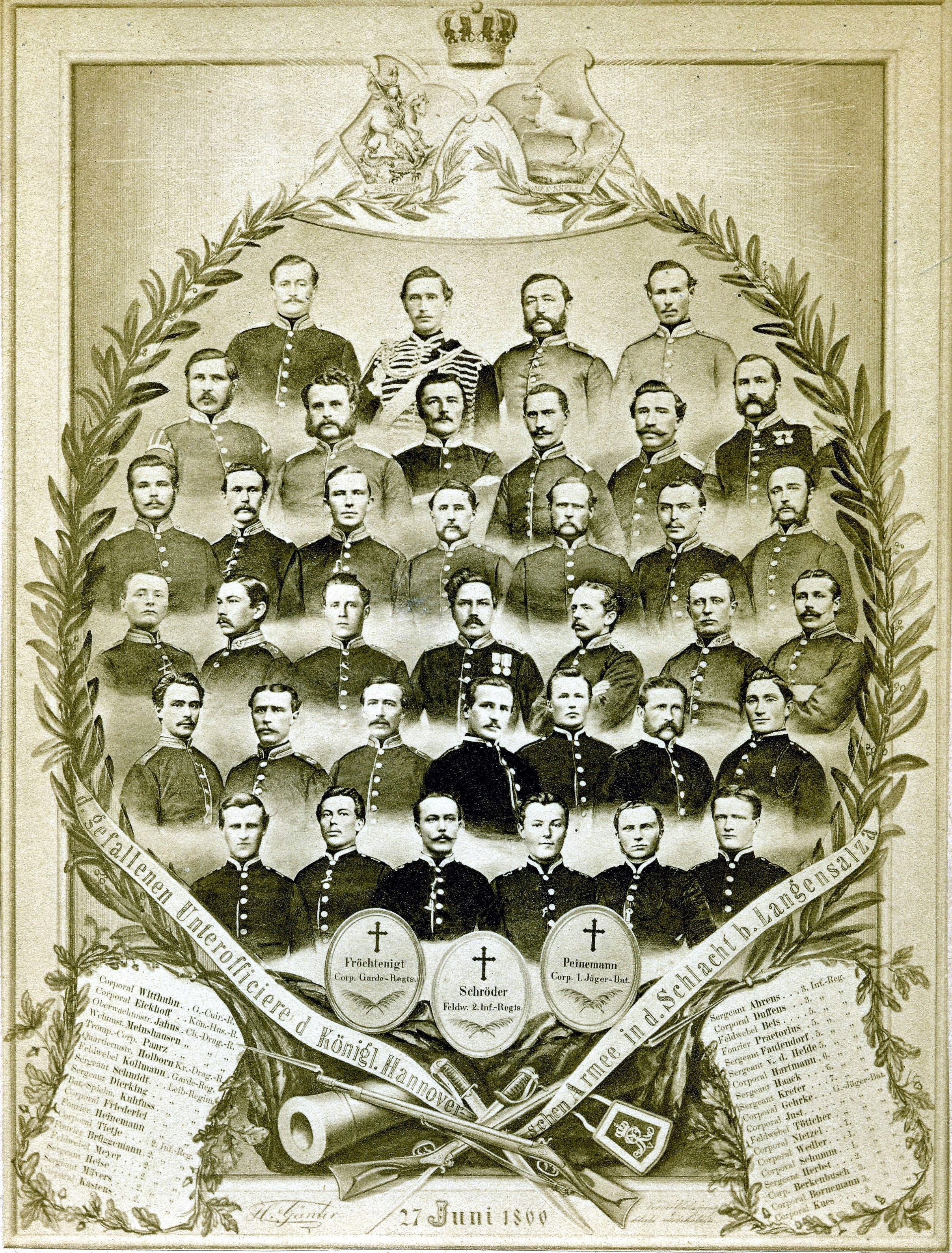
Liste des sous-officiers de l'Armée Royale de Hanovre tombés lors de l'assaut – avec les mentions : à gauche, NUNQUAM RETRORSUM (« Fuir, jamais »), le cri de ralliement des Guelfes – à droite : NEC ASPERA TERRENT (« sans peur des revers »), devise des drapeaux de l'armée de Brunswick-Lunebourg.

L’armée du Hanovre, si elle venait de remporter une éclatante victoire, n'était plus en position de renverser le sort du conflit. La fatigue des soldats (dont une des principales causes était la chaleur écrasante) et le manque de munitions ne permettaient plus à l'armée victorieuse de poursuivre et de massacrer un ennemi en déroute, comme l'aurait voulu le roi Georges. Étant donné la situation, ç'aurait effectivement été le seul moyen de sauver l'armée confédérée, mais il aurait vraisemblablement épuisé les dernières munitions, et désarmé de fait le Hanovre.
À l'annonce de cet échec, le haut-commandement prussien (Guillaume Ier, général von Moltke) donna l'ordre d'attaquer immédiatement et avec la dernière énergie l'armée de Hanovre pour la pousser à la capitulation. Dès le lendemain, l'armée du Main encerclait de nouveau l'ennemi. Il était clair pour le roi Georges de Hanovre et son état-major, que la capitulation était inévitable. De façon surprenante, l'émissaire prussien chargé des pourparlers fut, non le général von Falckenstein, mais un de ses subalternes, le général von Manteuffel. Au terme de l'accord d'armistice du 29 juin 1866, les soldats et les sous-officiers devaient déposer les armes et regagner leur foyer ; les chevaux et l'artillerie devaient être remis à l'armée prussienne ; les officiers bénéficiaient des honneurs de la guerre, avec l'autorisation de conserver leurs armes, mais devaient prêter serment de ne plus jamais combattre contre la Prusse. Le roi de Hanovre Georges V et sa suite étaient libres de choisir leur lieu de résidence.

## Résumé
Le désarmement de l’armée de Hanovre fut le premier grand succès prussien sur le front ouest. Ce coup porté aux Confédérés  n'eut pourtant aucune influence sur le résultat du conflit. Le succès avait été arraché en dépit de grands manquements et d'une erreur grossière de l'armée d'invasion. Les plus graves lacunes étaient apparues dans la localisation précise des forces ennemies, ce qui faillit tourner au désastre, puisque l'Armée bavaroise (alliée au Hanovre) n'était plus qu'à une journée du front, ce qui aurait bouleversé la physionomie du combat. Et comme il a été dit plus haut, l'affrontement du 27 juin 1866 n'a été lui-même que le résultat d'une erreur de commandement.
Pour l’armée de Hanovre, sa résistance farouche face à une armée prussienne très numériquement supérieure, aura été bien plus qu’un simple baroud d’honneur : une capitulation précipitée aurait affaibli la position du Hanovre lors des pourparlers d'armistice. De ce point de vue, la bataille de Langensalza revêt un sens politique. Tout dépendait cependant encore du résultat du combat opposant les deux principaux belligérants, Prusse et Autriche. La décision vint six jours plus tard avec la déroute de Sadowa. Ce n’est qu'à partir de ce moment que le destin du Hanovre dépendit du bon vouloir de la Prusse. Envisagée de longue date par Bismarck, l’annexion du Hanovre fut votée le 20 septembre par le Landtag de Prusse.

## Monuments commémoratifs en lien avec la bataille

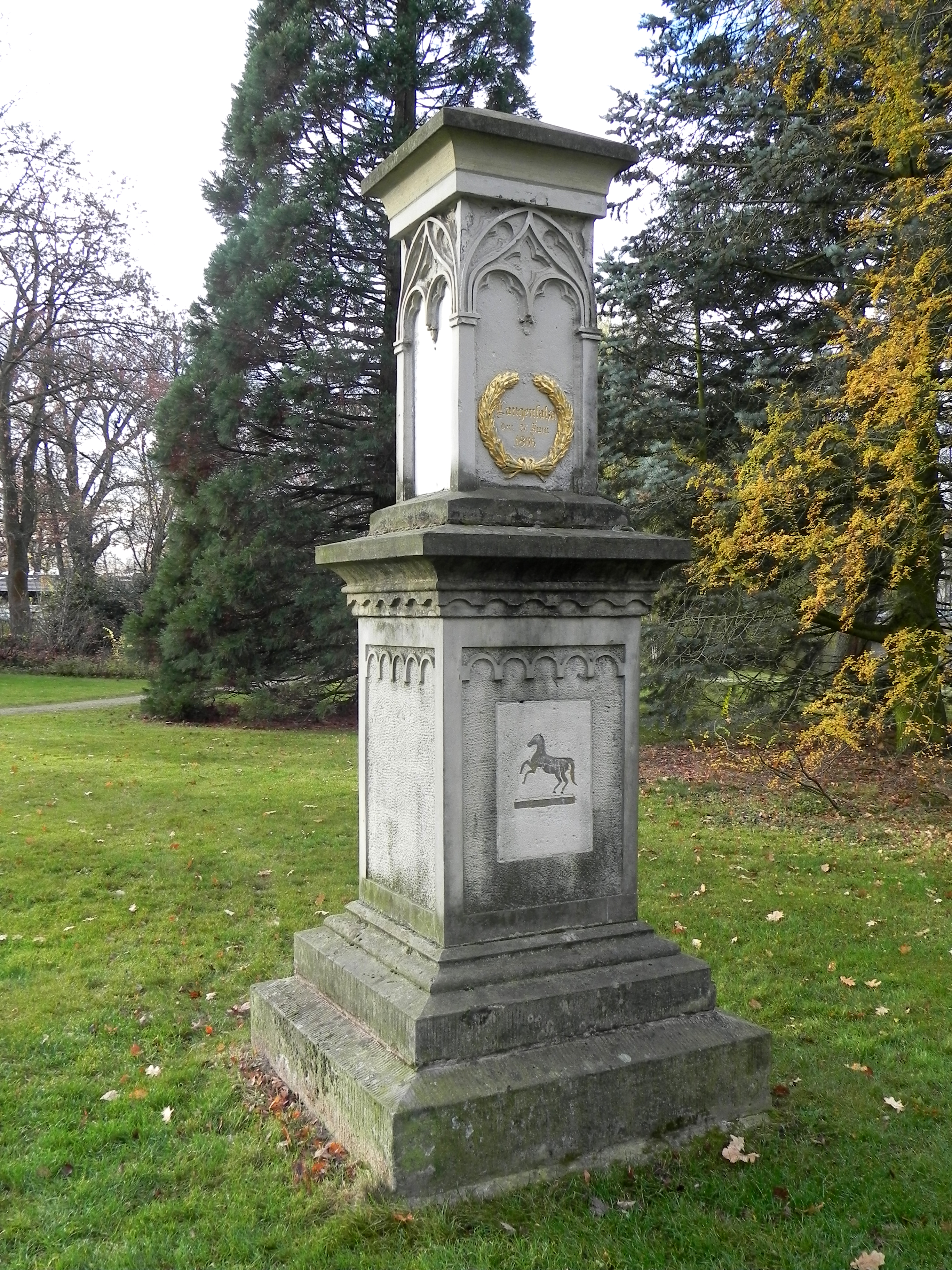
Monument commémoratif de la bataille de Langensalza dans le jardin français de Celle.

Mathias Mergner a procédé à un recensement exhaustif des monuments commémoratifs en lien avec la bataille. Parmi ceux-ci on peut citer :
- Un monument érigé à Langensalza sur les remparts près de la gare[11].
- Dans la même ville, la croix de la tombe du chef de l'artillerie hanovrienne, Carl Laves, décédé des suites de ses blessures le 8 juillet 1866, qui a été récemment restaurée[12].
- Un autre monument est à signaler dans le jardin français de Celle (cf. photo ci-contre).